# Partido Unido de los Trabajadores
El Partido Unido de los Trabajadores (en inglés: United Workers' Party, UWP) es un partido político centrista en Dominica. Desde las elecciones generales de 2019, es el único partido de oposición representado en la Cámara de la Asamblea de Dominica, con tres de los veintiún escaños. 
El Partido Unido de los Trabajadores fue el partido mayoritario en el parlamento de Dominica desde 1995 hasta 2000, siendo dirigido por el cofundador del partido Edison James como Primer Ministro de Dominica.
El partido tiene actualmente un nuevo líder, Thomson Fontaine, quien es el actual líder de la oposición.